# أبرشية نيسي
أبرشية نيسي (بالإستونية: Nissi vald)‏ كانت بلدية ريفية في شمال إستونيا كما كانت جزءًا من مقاطعة هاريو. بلغ عدد سكانها 3,281 نسمة (اعتبارًا من 1 يناير 2007) وتغطي مساحة 264.9 كيلومتر مربع.  الكثافة السكانية هي 12.386 / كم 2. رئيس البلدية الحالي هو بيدو كيسيل.  كان المركز الإداري للبلدية هو ريزيبرا.

## روابط خارجية
- الموقع الرسمي
 (بالإستونية)